# Izba Reprezentantów Arkansas
Izba Reprezentantów Arkansas (Arkansas House of Representatives) – izba niższa parlamentu stanowego amerykańskiego stanu Arkansas. Składa się ze 100 członków wybieranych na dwuletnią kadencję, z możliwością maksymalnie dwóch reelekcji z rzędu. Wybory przeprowadzane są w  jednomandatowych okręgach wyborczych, z zastosowaniem ordynacji większościowej.